# Nakamachi Kosuke
Nakamachi Kosuke (中町 公祐 Nakamachi Kōsuke, sinh ngày 1 tháng 9 năm 1985 ở Saitama) là một cầu thủ bóng đá người Nhật Bản hiện tại thi đấu cho Yokohama F. Marinos.
Sau khi là á quân cho giải thưởng Cầu thủ xuất sắc nhất năm của J2 năm 2010 khi thi đấu cho Avispa Fukuoka, anh trở thành đội trưởng cho câu lạc bộ lúc đội bóng trở lại J1 năm 2011.

## Thống kê sự nghiệp câu lạc bộ
Cập nhật đến ngày 2 tháng 1 năm 2018.
| Thành tích câu lạc bộ | Thành tích câu lạc bộ | Thành tích câu lạc bộ | Giải vô địch | Giải vô địch | Cúp                   | Cúp                   | Cúp Liên đoàn | Cúp Liên đoàn | Châu lục | Châu lục  | Tổng cộng | Tổng cộng |
| Mùa giải              | Câu lạc bộ            | Giải vô địch          | Số trận      | Bàn thắng    | Số trận               | Bàn thắng             | Số trận       | Bàn thắng     | Số trận  | Bàn thắng | Số trận   | Bàn thắng |
| Nhật Bản              | Nhật Bản              | Nhật Bản              | Giải vô địch | Giải vô địch | Cúp Hoàng đế Nhật Bản | Cúp Hoàng đế Nhật Bản | J. League Cup | J. League Cup | AFC      | AFC       | Tổng cộng | Tổng cộng |
| --------------------- | --------------------- | --------------------- | ------------ | ------------ | --------------------- | --------------------- | ------------- | ------------- | -------- | --------- | --------- | --------- |
| 2004                  | Shonan Bellmare       | J2                    | 11           | 0            | 3                     | 0                     | -             | -             | -        | -         | 14        | 0         |
| 2005                  | Shonan Bellmare       | J2                    | 12           | 1            | 0                     | 0                     | -             | -             | -        | -         | 12        | 1         |
| 2006                  | Shonan Bellmare       | J2                    | 34           | 1            | 0                     | 0                     | -             | -             | -        | -         | 34        | 1         |
| 2007                  | Shonan Bellmare       | J2                    | 9            | 0            | 0                     | 0                     | -             | -             | -        | -         | 9         | 0         |
| Tổng                  | Tổng                  | Tổng                  | 66           | 2            | 3                     | 0                     | -             | -             | -        | -         | 69        | 2         |
| 2010                  | Avispa Fukuoka        | J2                    | 35           | 10           | 3                     | 1                     | -             | -             | -        | -         | 38        | 11        |
| 2011                  | Avispa Fukuoka        | J1                    | 24           | 2            | 2                     | 1                     | 1             | 0             | -        | -         | 27        | 3         |
| Tổng                  | Tổng                  | Tổng                  | 59           | 12           | 5                     | 2                     | 1             | 0             | -        | -         | 65        | 14        |
| 2012                  | Yokohama F. Marinos   | J1                    | 20           | 1            | 4                     | 1                     | 3             | 0             | -        | -         | 27        | 2         |
| 2013                  | Yokohama F. Marinos   | J1                    | 33           | 1            | 5                     | 0                     | 10            | 1             | –        | –         | 48        | 2         |
| 2014                  | Yokohama F. Marinos   | J1                    | 23           | 0            | 0                     | 0                     | 1             | 1             | 6        | 1         | 30        | 2         |
| 2015                  | Yokohama F. Marinos   | J1                    | 14           | 2            | 1                     | 0                     | 2             | 0             | –        | –         | 17        | 2         |
| 2016                  | Yokohama F. Marinos   | J1                    | 31           | 6            | 3                     | 2                     | 4             | 0             | –        | –         | 38        | 8         |
| 2017                  | Yokohama F. Marinos   | J1                    | 22           | 2            | 2                     | 0                     | 3             | 0             | –        | –         | 27        | 2         |
| 2018                  | Yokohama F. Marinos   | J1                    | 0            | 0            | 0                     | 0                     | 0             | 0             | –        | –         | 0         | 0         |
| Tổng                  | Tổng                  | Tổng                  | 143          | 12           | 15                    | 3                     | 23            | 2             | 6        | 1         | 187       | 18        |
| Tổng cộng sự nghiệp   | Tổng cộng sự nghiệp   | Tổng cộng sự nghiệp   | 268          | 26           | 23                    | 5                     | 24            | 2             | 6        | 1         | 321       | 34        |

## Danh hiệu
Yokohama F. Marinos
- Cúp Hoàng đế Nhật Bản: 2013